# GE Industrial
GE Industrial gehört zur amerikanischen General Electric Company, einem der umsatzstärksten Mischkonzerne der Welt.
GE Industrial bietet weltweit ein weites Spektrum an Produkten und Dienstleistungen an, zu denen Haushaltsgeräte, Beleuchtungs- und Industrieprodukte, Automationssysteme für Fabriken, Plastik, Silikone und Quarzprodukte, Sicherheits- und Sensorentechnik sowie Ausstattungsfinanzierung, Management und Betriebssysteme gehören.

## Sparten
GE Industrial hat folgende Sparten:
- GE Consumer & Industrial
- GE Equipment Services
  - TIP Trailer Services – LKW-Vermietung
  - GE Modular Space – Bürocontainer
- GE Fanuc Automation
- GE Inspection Technologies
- GE Security
- GE Sensing
- GE Silicones / Quarz

## Unternehmensdaten
- Umsatz 2005: 32.631 Millionen US-Dollar
- Gewinn 2005:  2.559 Millionen US-Dollar

Quelle: GE 2005 Annual Report